# Подсреднее
Подсре́днее, до ВОВ Подсере́днее (укр. Підсереднє) — посёлок, Подсереднянский сельский совет, Великобурлукский район, Харьковская область.
Код КОАТУУ — 6321484201. Население по переписи 2001 г. составляет 844 (378/466 м/ж) человека.
С 1991 являлось до 2020 года административным центром Подсереднянского сельского совета, в который, кроме того, входили посёлки:
Дорошенково,
Малахово и
Серый Яр.

## Географическое положение
Посёлок находится у истоков безымянной реки — притока реки Великий Бурлук.
На реке несколько больших запруд.
Вокруг посёлка большие лесные массивы (дуб, клён).
В 6 км расположен пгт Великий Бурлук.

## История
- 1832 — дата основания хутора Кресты (Средний). Хутор был основан в начале XIX века возле перекрёстка Изюмского шляха и дороги Купянск-Белгород. Первоначально поселение представляло собой небольшой хутор возле постоялого двора, принадлежавшего Донец-Захаржевским-Задонским.
- В 1851 году рядом с хутором был построен постоялый двор сахарозаводчика Антона Скалона. Данный хутор, первоначально называвшийся Хресты, начали называть Средним, так как он находился примерно на одинаковом расстоянии от Купянска и Волчанска. После того, как Средний перешёл во владение Андрея Воиновича Задонского, крестьяне начали занимать земли около небольшой «речки Полици». Новый хутор начали называть Под-Среднее.
- В 1860 году был построен кирпичный завод.
- В 1869 году Задонский строит спиртовой завод, который производил спирта на 16 тысяч рублей в год.
- В начале 70-х годов XIX века хутор берёт в аренду помещик Неклюдов, а затем Ребиндер и Боткин.
- В 1873 году Неклюдов построил паровую мельницу и обустроил три больших пруда.
- В 1875 году хутор переходит к сыну Андрея Воиновича — Василию Андреевичу Задонскому, который строит каменный господский дом в 1878 году и разбивает сад.
- В конце XIX века Средний постепенно приходит в упадок; постоялые дворы за ненадобностью закрываются. Люди переселяются в Под-Средний (примерно в 1 км от старого хутора Средний). На месте Среднего остаётся только небольшое кладбище.
- В 1900 году в Под-Средний из Бурлука переезжает Василий Андреевич Задонский с женой Марией Христиановной и дочерью Екатериной.
- После революции 1917 года кирпичный завод и мельницу разрушили крестьяне из соседней Новосёловки. Дом Задонских был разграблен; мать — Задонскую Екатерину Васильевну, жену (Задонская Мария Христиановна, урожд. Шретер, род. 1864) и детей (Неклюдова Екатерина Васильевна, урождённая Задонская, род. 1887) 7 декабря 1918 года убили анархисты из банды Сахарова.
- В 1921 году люди вновь переходят в Средний (Хресты)[2][3].
- В 1937[1]-1941 годах, перед ВОВ, в Подсереднем, располагавшемся на левом (северном) берегу реки, были 150 дворов, пруд, лесничество, совхоз Середний.[4]
- В 1993 году в селе действовали автоматическая телефонная станция, библиотека, быткомбинат, детсад, детские ясли, клуб, магазины, медпункт, отделение связи, сбербанк, сельсовет, школа, совхоз "Подсреднянский", имевший четыре отделения: 1-е - Дорошенково, 2-е - Подсреднее, 3-е - Серый Яр, 4-е - Малахово.[5]

## Экономика
- В селе есть молочно-товарная ферма и были машинно-тракторные мастерские.
- «Подсредне» — свекловодческое сельскохозяйственное предприятие.
- ОАО «Подсреднее».

## Объекты социальной сферы
- «Колосок» — детское учебное учреждение.
- Школа.
- Дом культуры.
- Спортивная площадка.
- Фельдшерско-акушерский пункт.
- Больница.

## Экология
Через посёлок проходит ЛЭП 110 кВ

## Достопримечательности
- Братская могила советских воинов РККА; захоронены 123 воина, погибших при обороне и освобождении сёл Подсреднее и Серый Яр, из которых 105 — неизвестные. Захоронения производились с июня 1942 года по сентябрь 1943 года.[6]